# Варцла
Варцла (груз. ვარცლა) — село в Грузії.
За даними перепису населення 2014 року в селі проживає 4 осіб.